# Validering av kompetens
Validering av kompetens innebär att en behörig myndighet i ett land formellt erkänner värdet av en utbildning eller arbetslivserfarenhet från ett annat land. Detta kan handla om grundskole-, gymnasie- och universitetsstudier. Inom EU och EES täcks detta av ett antal internationella konventioner och avtal.
Ordet validering härstammar från latinets ”validus” som betyder stark eller mäktig. Sedan 1996 har begreppet kompetensvalidering använts i Sverige för att beteckna processer som handlar om att på olika sätt bekräfta människors kunskaper och kompetens.
Genom en kompetensvalidering synliggörs personers kunnande, oavsett hur hen har lärt sig det. En persons tidigare förvärvade kunskaper, färdigheter och kompetenser, som inte blivit formellt dokumenterade, kan kartläggas och bedömas inom ramen för en kompetensvalidering. Alltså, om du saknar papper på vad du kan inom ett område så kan kunnandet synliggöras, bedömas och erkännas i en valideringsprocess.
Definition av validering, källa: Valideringsdelegationens slutbetänkande (SOU2019:69):
```
Validering definieras som en strukturerad process som innehåller fördjupad kartläggning, bedömning och ett erkännande av kunnande som en person besitter oberoende av hur det förvärvats.
```

## Typer av kompetensvalidering
Genom kompetensvalidering kan innehållet i en utbildning anpassas efter vad den enskilde redan kan och därmed förkortas studietiden. Kompetensvalidering kan också användas för inplacering på rätt nivå och gör det till exempel möjligt för en person att påbörja högskolestudier utan att ha den formella behörigheten.
Kompetensvalidering används även för att bana väg till anställning, till exempel för personer som har yrkeskunskaper från andra länder men saknar svenska utbildningsbevis och erfarenhet från svensk arbetsmarknad. Slutligen kan kompetensvalidering användas som ett redskap för att utveckla arbetsorganisationer och produktionsprocesser genom att inventera och bättre tillvarata de reella kompetenser som finns inom en befintlig personalgrupp.
Kompetensvalidering genomförs både inom utbildningssystemet och mot kompetenskrav som olika branscher har tagit fram (branschvalidering).

### Branschvalidering
I Valideringsdelegationens årliga redovisning (våren 2019) beskrivs att det finns 24 nationella kompetensvalideringsmodeller/branschmodeller, som tillsammans omfattar 61 yrkesroller. Dessa modeller är igång eller snart på gång att börja användas.
Myndigheten för yrkeshögskolan har uppgiften att stödja branscherna i deras arbete med att utveckla, kvalitetssäkra och informera om valideringsmodellerna. Läs mer här.
Arbetsförmedlingen upphandlar valideringstjänster enligt branschmodell. Läs mer här.

### Kompetensvalidering inom komvux
I Skollagen står det att elever inom komvux har möjligheten att få sina kunskaper och kompetenser validerade. Men kommunerna har för närvarande ingen skyldighet att erbjuda validering till sina elever. Valideringsdelegationen skriver om detta i sitt slutbetänkande, SOU 2019:69.

### Kompetensvalidering av reell kompetens inom yrkeshögskola och högskola
Inom yrkeshögskolan och högskolan används kompetensvalidering för att bedöma reell kompetens. Genom bedömning av en sökandes reella kompetens kan hen få tillträde till en utbildning även om hen saknar formell behörighet att antas till utbildningen.
Bedömning av reell kompetens kan också användas för att förkorta en utbildning där den studerande redan har kompetens från till exempel yrkesverksamhet. På så sätt kan kompetens som individen redan förvärvat tillgodoräknas i utbildningen. Att få sitt tidigare förvärvade kunnande bedömt för tillgodoräknande är en rättighet för studerande inom yrkeshögskolan och högskolan.

### Erkännande av utländsk utbildning
Sedan 2013 har Universitets- och högskolerådet ansvarat för bedömning av utländsk utbildning både på gymnasial och eftergymnasial nivå. I detta fall är det personens dokument (examensbevis, ämnesförteckning) från slutförda utländska studier som bedöms, inte vad personen kan oavsett hur det har förvärvats.

## Kompetensvalideringens nytta och värde
Fungerande kompetensvalidering är centralt för att realisera människors möjligheter till livslångt lärande. Det är också av stor betydelse för kompetensförsörjningen på arbetsmarknaden Det är dessutom viktigt för effektiviteten i resursanvändningen inom utbildningssektorn. Validering tillför värde och nytta för individer, arbetsgivare, utbildningsanordnare och samhället i stort. 
- För individen kan en väl fungerande kompetensvalidering öppna nya vägar inom formell utbildning och på arbetsmarknaden, vara motivationshöjande och inspirera till vidare utbildning, innebära en förkortade utbildningstid och snabbare inträde på arbetsmarknaden, stimulera till ett livslångt lärande och bidra till att individen gör välgrundade val om fortsatta studier och karriärvägar.
- För arbetsgivare är kompetensvalidering av nytta för möjligheterna till kompetensförsörjning och kompetensutveckling inom företaget eller organisationen, att effektivisera och förkorta verksamhetsnära utbildningsinsatser, att motivera anställda till ytterligare kompetensutveckling, att underlätta omställning och omstrukturering och för att synliggöra och ta vara på den samlade kompetensen hos nyanlända som saknar dokumentation över sin utbildning och yrkesverksamhet.
- För samhället finns det betydande vinster med en väl utvecklad struktur för kompetensvalidering genom bättre kompetensförsörjning i arbetslivet och matchning på arbetsmarknaden, en effektivare resursanvändning inom utbildningssystemet och genom att samarbetet mellan utbildning och arbetsliv stimuleras, vilket bidrar till ökad relevans och kvalitet i utbildning och forskning.

## Varför kompetensvalidering och för vem?
Syftet med en kompetensvalidering kan variera och det finns flera olika målgrupper. I samtliga fall handlar det dock om att säkerställa att individens kompetens motsvarar fastställda kriterier. Efter en validering ska individen kunna få ett erkännande i form av exempelvis ett intyg eller betyg som har värde för fortsatt utbildning eller på arbetsmarknaden. Validering kan vara ett verktyg för personer:
- i omställning,
- med kompetens från utlandet,
- som vill vidare i utbildning, eller
- som är yrkesverksamma.

För många individer är kompetensvalidering en länk i en kedja, där även andra insatser behövs – före, under och efter själva valideringen. Det kan handla om inledande kartläggning, studie- och yrkesvägledning, kompletterande utbildningsinsatser, praktik m.m. Detta ställer krav på väl fungerande och flexibel samverkan mellan olika aktörer.

## Valideringsdelegationen 2015–2019
I november 2015 tillsatte regeringen en kommitté i form av en nationell delegation med uppdraget att följa, stödja och driva på ett samordnat utvecklingsarbete inom valideringsområdet på den nationella och regionala nivån. Kommittén antog namnet Valideringsdelegationen 2015–2019.
Under de fyra år som Valideringsdelegationen verkade så lämnade den två delbetänkanden och ett slutbetänkande till regeringen. Det första delbetänkandet innehöll förslag till en nationell strategi för validering, SOU 2017:18 En nationell strategi för validering. Det andra delbetänkandet handlade om förslag kring validering i högskolan, SOU 2018:29 Validering i högskolan – för tillgodoräknande och livslångt lärande.

### SOU 2019:69 Validering – för kompetensförsörjning och livslångt lärande
Valideringsdelegationens slutbetänkande lämnades till utbildningsminister Anna Ekström den 13 januari 2020, SOU 2019:69 Validering – för kompetensförsörjning och livslångt lärande. I slutbetänkandet föreslås åtgärder för ett sammanhållet, nationellt och permanent system för validering så att fler personer ska kunna få sitt kunnande kartlagt, bedömt och erkänt.

#### Stort behov av samlad strategi för kompetensförsörjning och livslångt lärande
Valideringsdelegationen bedömer att det finns ett stort behov av en samlad strategi för kompetensförsörjning och livslångt lärande där validering utgör en viktig beståndsdel. Strategiarbetet bör drivas gemensamt av berörda departement och med en bred medverkan från arbetslivets organisationer, skolhuvudmännen, regioner och andra berörda aktörer. Med en övergripande strategi sätts valideringsfrågan i sitt sammanhang. Detta förbättrar förutsättningarna för att etablera långsiktigt hållbara strukturer för validering.

#### Förslag om ny gemensam definition av validering och ny valideringsförordning
Validering genomförs av en mängd olika utförare inom det formella utbildningssystemet och i arbetslivet. Synen på vad validering syftar till och vilka moment en validering ska innehålla är olika. Detta skapar osäkerhet om valideringens värde och denna osäkerhet riskerar att leda till att validering inte sker i tillräcklig och önskvärd omfattning. Med definitionen behöver också följa en gemensam begreppsapparat, som på ett övergripande plan tydliggör vad validering innebär. Valideringsdelegationen föreslår att definitionen av validering ändras och att en ny förordning med generella bestämmelser om validering införs.
Valideringsdelegationen föreslår bland annat:
- En ny, gemensam, definition av validering.
- En ny förordning med generella bestämmelser om validering.
- Ökad tydlighet om validering inom högskolan och yrkeshögskolan.
- En nationell strategi för kompetensförsörjning och livslångt lärande.
- Ett råd för validering under ledning av ansvarigt statsråd.
- Kompetensförsörjning ska vara en grunduppgift för regionerna.
- Statsbidrag för vidareutveckling av branschvalidering.
- Ökad tillgång till validering i komvux genom en skyldighet för kommunerna att erbjuda elever validering och en ökad tydlighet om kartläggning, bedömning och dokumentation vid validering.

## Den tidigare Valideringsdelegationen
Under åren 2004–2007 var den tidigare Valideringsdelegationen verksam. Den hade bland annat i uppdrag att bedriva och stödja utveckling av metoder och verksamhetsformer inom validering. Under denna period utvecklades ett flertal av de branschmodeller för validering av kompetens som finns idag.
Den tidigare valideringsdelegationens slutrapport ”Mot en nationell struktur”

## EU:s rekommendation om kompetensvalidering
Enligt Rådets rekommendation om kompetensvalidering av icke-formellt och informellt lärande ska EU:s medlemsstater senast 2018 ha inrättat arrangemang för validering som gör det möjligt för enskilda att:
- få kunskap, färdigheter och kompetens som förvärvats genom icke-formellt och informellt lärande validerade.
- erhålla en fullständig kvalifikation eller, i tillämpliga fall, en partiell kvalifikation på grundval av det validerade icke-formella och informella lärandet.

Läs Rådets rekommendation om validering på EUR-lex